# Campeonato Mundial de Ciclismo em Pista de 1999
O XCVI Campeonato Mundial de Ciclismo em Pista celebrou-se em Berlim (Alemanha) entre 20 e 24 de outubro de 1999 baixo a organização da União Ciclista Internacional (UCI) e a União Alemã de Ciclismo.
As competições realizaram-se no Velódromo de Berlim. Ao todo disputaram-se 12 provas, 8 masculinas e 4 femininas.

## Medalhistas

### Masculino
| Evento                  | Ouro | Prata                                                                                 | Bronze |
| ----------------------- | --- | ------------------------------------------------------------------------------------- | --- |
| Velocidade individual   | Laurent Gané · França                                                                                               | Jens Fiedler · Alemanha                                                               | Florian Rousseau · França                                                                                 |
| Velocidade por equipas  | França · Laurent Gané · Florian Rousseau · Arnaud Tournant · 44,848                                                 | Reino Unido · Craig MacLean · Jason Queally · Chris Hoy · 45,485                      | Alemanha · Sören Lausberg · Stefan Nimke · Eyk Pokorny · 45,364                                           |
| Perseguição individual  | Robert Bartko · Alemanha ·                                                                                          | Jens Lehmann · Alemanha · ALC                                                         | Mauro Trentini · Itália · 4:25,079                                                                        |
| Perseguição por equipas | Alemanha · Daniel Becke · Guido Fulst · Robert Bartko · Jens Lehmann · Olaf Pollack · Christian Lademann · 4:01,144 | França · Cyril Bos · Philippe Ermenault · Jérôme Neuville · Francis Moreau · 4:03,965 | Rússia · Vladislav Borisov · Eduard Gritsun · Alexei Markov · Denis Smyslov · Vladimir Karpets · 4:05,251 |
| 1 km contrarrelógio     | Arnaud Tournant · França · 1:02,231                                                                                 | Shane Kelly · Austrália · 1:02,436                                                    | Stefan Nimke · Alemanha · 1:03,110                                                                        |
| Carreira por pontos     | Bruno Risi · Suíça · 25 pts.                                                                                        | Vasyl Yakovlev · Ucrânia · 18 pts.                                                    | Cho Ho-Sung Coreia do Sul 15 pts.                                                                         |
| Keirin                  | Jens Fiedler · Alemanha                                                                                             | Anthony Peden · Nova Zelândia                                                         | Frédéric Magné · França                                                                                   |
| Madison                 | Isaac Gálvez López · Joan Llaneras Roselló · Espanha · 3 pts.                                                       | Jimmi Madsen · Jakob Piil · Dinamarca · 25 (-1) pts.                                  | Andreas Kappes · Olaf Pollack · Alemanha · 22 (-1) pts.                                                   |

### Feminino
| Evento                 | Ouro                                | Prata                              | Bronze                                |
| ---------------------- | ----------------------------------- | ---------------------------------- | ------------------------------------- |
| Velocidade individual  | Félicia Ballanger · França          | Michelle Ferris · Austrália        | Tanya Dubnicoff · Canadá              |
| Perseguição individual | Marion Clignet · França · 3:33,012  | Judith Arndt · Alemanha · 3:42,040 | Rasa Mažeikytė · Lituânia · 3:35,678  |
| 500 m contrarrelógio   | Félicia Ballanger · França · 34,477 | Jiang Cuihua · China · 34,869      | Ulrike Weichelt · Alemanha · 35,166   |
| Carreira por pontos    | Marion Clignet · França · 20 pts.   | Judith Arndt · Alemanha · 18 pts.  | Sarah Ulmer · Nova Zelândia · 18 pts. |

## Medalheiro
| Ordem | País          | Medalha de ouro | Medalha de prata | Medalha de bronze | Total |
| ----- | ------------- | --------------- | ---------------- | ----------------- | ----- |
| 1     | França        | 7               | 1                | 2                 | 10    |
| 2     | Alemanha      | 3               | 4                | 4                 | 11    |
| 3     | Espanha       | 1               | 0                | 0                 | 1     |
| 3     | Suíça         | 1               | 0                | 0                 | 1     |
| 5     | Austrália     | 0               | 2                | 0                 | 2     |
| 6     | Nova Zelândia | 0               | 1                | 1                 | 2     |
| 7     | China         | 0               | 1                | 0                 | 1     |
| 7     | Dinamarca     | 0               | 1                | 0                 | 1     |
| 7     | Reino Unido   | 0               | 1                | 0                 | 1     |
| 7     | Ucrânia       | 0               | 1                | 0                 | 1     |
| 11    | Canadá        | 0               | 0                | 1                 | 1     |
| 11    | Coreia do Sul | 0               | 0                | 1                 | 1     |
| 11    | Itália        | 0               | 0                | 1                 | 1     |
| 11    | Lituânia      | 0               | 0                | 1                 | 1     |
| 11    | Rússia        | 0               | 0                | 1                 | 1     |
|       | TOTAL         | 12              | 12               | 12                | 36    |